# Fritz Kuchen
Fritz Kuchen (ur. 10 września 1877, zm. 26 maja 1973 w Winterthur) – szwajcarski strzelec, trzykrotny brązowy medalista olimpijski, medalista mistrzostw świata.

## Życiorys
W 1893 roku po raz pierwszy wziął udział w lokalnych zawodach, w których startował jeszcze w latach 60. XX wieku. Jego pierwszym większym sukcesem było zwycięstwo w Federalnym Festiwalu Strzeleckim 1907.
Kuchen wystąpił w 7 konkurencjach podczas Letnich Igrzysk Olimpijskich 1920, zdobywając w nich trzy brązowe medale (które wraz z innymi jego trofeami można oglądać w stołecznym Muzeum Strzelectwa w Bernie). Indywidualnie stanął na trzecim stopniu podium w karabinie wojskowym leżąc z 300 m, przegrywając z Otto Olsenem i Léonem Johnsonem. Wraz z drużyną zajmował trzecie miejsce w karabinie wojskowym leżąc z 300 i 600 m (skład zespołu: Eugene Addor, Joseph Jehle, Fritz Kuchen, Werner Schneeberger, Weibel), oraz w karabinie dowolnym w trzech postawach z 300 m (skład drużyny: Gustave Amoudruz, Ulrich Fahrner, Fritz Kuchen, Werner Schneeberger, Bernard Siegenthaler).
Na przestrzeni lat 1912–1929, Fritz Kuchen zdobył 8 medali na mistrzostwach świata, w tym 5 złotych, 1 srebrny i 2 brązowe. Najwięcej zwycięstw odniósł w drużynowym strzelaniu z karabinu dowolnego w trzech postawach z 300 m (3), zaś największą liczbę medalowych pozycji osiągnął na turnieju w 1912 roku (4). Podczas tych samych zawodów zdobył swój jedyny indywidualny tytuł mistrzowski, będąc najlepszym zawodnikiem w strzelaniu z karabinu wojskowego klęcząc z 300 m.
Poza sportem zajmował się mechaniką maszyn. Od 1913 roku był rusznikarzem i posiadał własny zakład, który był szczególnie znany z produkcji kusz.

## Wyniki

### Igrzyska olimpijskie
| Igrzyska | Konkurencja                                     | Wynik                                         | Miejsce | Źródło |
| -------- | ----------------------------------------------- | --------------------------------------------- | ------- | ------ |
| IO 1920  | Karabin dowolny, trzy postawy, 300 m            | 961 pkt. (329–307–325)                        | ?       | [ 2 ]  |
| IO 1920  | Karabin dowolny, trzy postawy, 300 m, drużynowo | 4698 pkt. (druż.) 961 pkt. ind. (329–307–325) |         | [ 3 ]  |
| IO 1920  | Karabin wojskowy leżąc, 300 m                   | 59 pkt. (ind.)                                |         | [ 4 ]  |
| IO 1920  | Karabin wojskowy leżąc, 300 m, drużynowo        | 281 pkt. (druż.) 59 pkt. (ind.)               | 4       | [ 5 ]  |
| IO 1920  | Karabin wojskowy leżąc, 600 m, drużynowo        | 279 pkt. (druż.)                              | 6       | [ 6 ]  |
| IO 1920  | Karabin wojskowy stojąc, 300 m, drużynowo       | 234 pkt. (druż.)                              | 8       | [ 7 ]  |
| IO 1920  | Karabin wojskowy leżąc, 300 i 600 m, drużynowo  | 563 pkt. (druż.) 111 pkt. (ind.)              |         | [ 8 ]  |

### Medale mistrzostw świata
Opracowano na podstawie materiałów źródłowych:
| Mistrzostwa           | Konkurencja                                     | Wynik             | Miejsce |
| --------------------- | ----------------------------------------------- | ----------------- | ------- |
| Bajonna/Biarritz 1912 | Karabin wojskowy, trzy postawy, 300 m           | 502 pkt.          |         |
| Bajonna/Biarritz 1912 | Karabin wojskowy klęcząc, 300 m                 | 178 pkt.          |         |
| Bajonna/Biarritz 1912 | Karabin dowolny, trzy postawy, 300 m, drużynowo | 5172 pkt. (druż.) |         |
| Bajonna/Biarritz 1912 | Karabin dowolny klęcząc, 300 m                  | 357 pkt.          |         |
| Viborg 1914           | Karabin dowolny, trzy postawy, 300 m, drużynowo | 5025 pkt. (druż.) |         |
| Rzym 1927             | Karabin dowolny klęcząc, 300 m                  | 154 pkt.          |         |
| Rzym 1927             | Karabin dowolny, trzy postawy, 300 m, drużynowo | 5379 pkt. (druż.) |         |
| Sztokholm 1929        | Karabin małokalibrowy stojąc, 50 m, drużynowo   | 5379 pkt. (druż.) |         |